# Duck Lake (Saskatchewan)
Duck Lake est une ville de la Saskatchewan (Canada) localisé à 88 km au nord de Saskatoon et à 44 km au sud-ouest de Prince Albert. Elle est enclavée dans la municipalité rurale de Duck Lake No. 463.

## Toponymie
Le nom de Duck Lake provient du lac aux Canards, lui-même une traduction de l'amérindianyme s s p-s kahikan. La ville a aussi autrefois été connu sous le nom de Lac-Canard.

## Histoire
Dans la première partie du XIXe siècle, des migrants savoyards, originaires du Faucigny et du Chablais s'installent dans cette région. Le chanoine Marcel Dechavassine (1905-1965), professeur d'histoire et de théologie au grand séminaire d'Annecy, donne dans un article quelques-uns d'entre-eux : « Firmin Bouvard, de Saint-Sixt ; François Lanovaz, d'Arenthon ; Forestier-Bovet, de La Roche ; Périllat, du Petit-Bornand, [...], la famille Perret, de Pont-de-Beauvoisin, Folliet, d'Abondance, Dupont,du Petit-Bornand, Mièvre, de Seyssel, Bétemps, du Grand-Bornand ».
Duck Lake a été la scène en 1885 de la bataille du lac aux Canards, une escarmouche entre les Métis et le gouvernement du Canada, lequel a débuté la Rébellion du Nord-Ouest.
Exemple de développement à la fin du XIXe siècle : Bref récit de l'émigration d'une famille franc-comtoise au Canada et son installation d'une ferme près de Duck Lake dans le Manitoba en 1894.

## Démographie
| 2001 | 2006 | 2011 | 2016 |
| ---- | ---- | ---- | ---- |
| 624  | 610  | 577  | 569  |